# Onimusha
Onimusha (鬼 武 者 (Quỷ Vũ Giả)) là trò chơi điện tử thể loại hành động nhập vai chặt chém do hãng Capcom phát triển cho hệ máy PlayStation 2 và đã phát hành tại Nhật Bản vào ngày 25 tháng 1 năm 2001. Trò chơi sau đó phát hành tại thị trường Bắc Mỹ vào ngày 13 tháng 3 và tại châu Âu vào ngày 06 tháng 6 năm 2001. Phiên bản cho hệ Xbox đã được phát triển để phát hành tại thị trường phương Tây trước vào ngày 28 tháng 1 sau đó mới trở lại Nhật Bản vào ngày 22 tháng 2 năm 2002. Phiên bản cho hệ máy tính cá nhân sử dụng hệ điều hành Windows cũng được thực hiện và phát hành trong năm 2003 tại châu Á và Nga nhưng nó không được phát hành ở phương Tây.
Trò chơi lấy bối cảnh vào năm 1560 tại Nhật Bản sau trận Okehazama. Với việc lãnh chúa Nobunaga của gia tộc Oda (Akio Ōtsuka) khi thấy nắm chắc phần thắng đã đứng lên và cười to và bị một mũi tên bắn xuyên qua cổ họng. Cốt truyện của trò chơi xoay quanh một samurai là Samanosuke (Kim Thành Vũ) nhận được thư từ em họ của mình là công chúa Yuki (Akemi Okumura) và quay trở lại để bảo vệ cô khi những người trong lâu đài cô ở lần lượt biến mất và các yêu tinh xuất hiện khắp nơi. Khi Samanosuke đến nơi thì cũng quá muộn vì Yuki cũng vừa bị bắc cóc và người chơi sẽ phải đi khắp lâu đài chiến đấu với các yêu tinh để tìm ra Yuki. Người chơi sẽ chiến đấu chống lại các yêu tinh bằng các loại gươm do các viên ngọc oni tạo thành và khi chúng bị hạ người chơi sẽ thu linh hồn của các yêu tinh này để tăng thêm sức mạnh của các viên ngọc để tạo ra loại gươm mạnh hơn cho các trận chiến khó hơn sau đó. Ngoài các loại gươm này người chơi cũng có thể sử dụng một số loại vũ khí đặc biệt tầm xa như cung tên và súng có sức sát thương lớn nhưng đạn dược luôn giới hạn. Cũng như trong một số đoạn ngắn người chơi có thể điều khiển một nữ ninja tên Kaede (Nao Takamori).
Onimusha là một thành công thương mại với 2 triệu bản được bán và trở thành trò chơi đầu tiên giúp dòng trò chơi Onimusha hình thành sau đó.

## Phát triển
Onimusha ban đầu được dự tính phát triển cho hệ PlayStation nhưng sau đó bị hủy khi đã thực hiện được khoảng 50% để chuyển sang hệ PlayStation 2. Cốt truyện của trò chơi được viết bởi công ty Flagship và Sugimura Noboru. Âm nhạc của trò chơi được soạn bởi Samuragochi Mamoru với điểm thú vị là ông hoàn toàn bị điếc và chúng được phối bởi giàn nhạc Shin Nihon Philharmonic. Các cử động của nhân vật được ghi lại từ các cử động thật. Mikami Shinji người thực hiện trò Resident Evil cũng tham gia vào đội ngũ thực hiện trò chơi.

## Đón nhận
Onimusha đã trở thành một thành công thương mại với hai triệu bản đã được tiêu thụ tính đến đầu năm 2002 với 1,1 triệu bản ở Nhật Bản, 620.000 bản ở Bắc Mỹ và 290.000 bản ở châu Âu. Nó đã trở thành trò chơi PlayStation 2 bán chạy nhất mọi thời khi đó. Danh hiệu Sony's Greatest Hits cũng đã được trao khi nó cán mốc 400.000 bản tại Bắc Mỹ.
Trò chơi cũng nhận được đánh giá tích cực. GameSpot đã đánh giá trò chơi là 8,5/10, Electronic Gaming Monthly đánh giá 8,9/10, GamePro thì cho tuyệt đối 5/5. Các bài nhận xét đánh giá cao về đồ họa, âm thanh và lối chơi của trò chơi, nhưng phàn nàn là trò chơi hơi bị ngắn. Tạp chí Famitsu đã đánh giá phiên bản PlayStation 2 là 35/40 còn phiên bản trên Xbox là 34/40. GameRankings thì đánh giá trò chơi phiên bản PS2 là 82% còn Xbox là 81%.